# Ramón Barreiro
Ramón Barreiro Vázquez (* 28. August 1906 in Valladolid; † 1981 in Madrid) war ein spanischer Filmregisseur und Drehbuchautor.

## Leben
Barreiro wuchs in Pontevedra auf und übersiedelte 1935 nach Madrid, wo er das Königliche Musikkonservatorium besuchte und als Gitarrenvirtuose bekannt wurde. Er arbeitete als Korrespondent für die Vogue und gründete nach dem Spanischen Bürgerkrieg die der Fotografie gewidmeten „Laboratorias Laisa“, für die er auch etliche Dokumentarfilme drehte. 1944 debütierte er im Spielfilmbereich mit der Western-Parodie El sobrino de Don Buffalo Bill, wie auch seine späteren Filme nach eigenem Drehbuch entstanden. Zwei Jahre später setzte er die parodistische Reihe, deren weibliche Hauptrolle stets mit Rosita Yarza besetzt war, mit El otro Fu-Man-Chu fort und beendete sie mit El pirata Bocanegra. Auch der lange Dokumentarfilm A toda vela entstand in diesem Jahr 1946. Barreiros populärster und persönlichster Film ist Póker de ases von 1947, der eine abenteuerliche Geschichte der spanischen Legion in Afrika erzählt. Mit Pototo, Boliche y compañía folgte 1948 sein letzter, mit zahlreichen Gastauftritten angereicherter Film, dessen Protagonisten durch Radioprogramme populär geworden waren.
In den folgenden Jahren arbeitete Barreiro für das Radio, schrieb Aufsätze und Kolumnen und war an frühen Fernsehsendungen beteiligt.

## Filmografie (Auswahl)
- 1944: El sobrino de Don Buffalo Bill[3]
- 1946: A toda vela (Dokumentarfilm)
- 1946: El otro Fu-Man-Chu
- 1946: El pirata Bocanegra
- 1947: Póker de ases
- 1948: Pototo, Boliche y compañía